# Arikere, Sidlaghatta
Arikere là một làng thuộc tehsil Sidlaghatta, huyện Kolar, bang Karnataka, Ấn Độ.